# Jadat
Jadat herbu Szreniawa  (ur. w XIV w., zm. w XV w.) – bojar litewski, adoptowany podczas unii horodelskiej (1413).

## Życiorys
W 1413 roku podczas unii horodelskiej doszło do przyjęcia przez polskie rodziny szlacheckie, bojarów litewskich wyznania katolickiego (tzw. adopcja herbowa). Jednym z ważniejszych dowodów tamtego wydarzenia jest istniejący do dziś dokument, do którego przyczepione są pieczęcie z wizerunkami herbów szlacheckich.

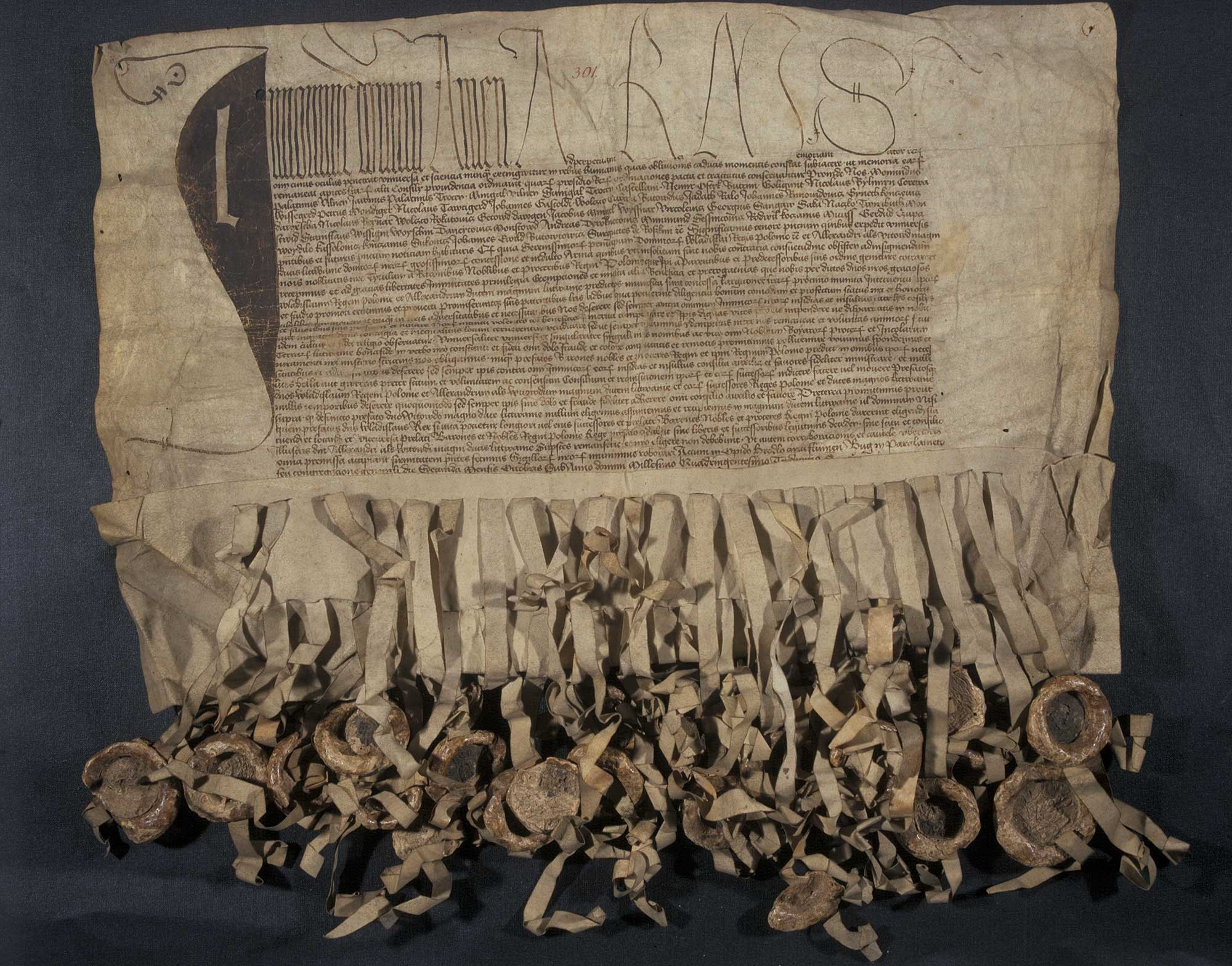
Dokument unii horodelskiej z 1413 roku z przyczepionymi pieczęciami

Z dokumentu dowiadujemy się o istnieniu Jadata (Jadath), który został adoptowany przez przedstawicieli Szreniawitów. Jednakże, z powodu braku wystarczającej ilości zachowanych źródeł historycznych, nie udaje się odnaleźć na jego temat większej ilości informacji.
Na akcie unii trockiej z 1379 roku podpisał się niejaki Judyt, syn Surkanta. Według polskiego historyka, Władysława Semkowicza, mógł on zostać mylnie odczytany przez wydawcę zamiast Jadat. Mimo wszystko, ze względu na zbyt wielki odstęp czasu, nie ma pewności co do tego, czy jest on tą samą osobą co omawiany Jadat, przyjęty do herbu Szreniawa w 1413 roku. Semkowicz twierdzi, że identyczność obu tych osób sprawiłaby, że pojawiający się na Żmudzi w dokumentach historycznych z połowy XV w., Sukont, mógłby być synem Jadata. Przytacza również istnienie wsi Surkonty pod Radunią w dawnym powiecie lidzkim, jako możliwie powiązaną z wspomnianym Sukontem, choć co do tego również nie ma pewności. 